# انتخابات ۲۰۱۶ سنای ایالات متحده آمریکا
انتخابات ۲۰۱۶ سنای ایالات متحده آمریکا در ۸ نوامبر ۲۰۱۶ برابر با ۱۸ آبان ۱۳۹۵ به منظور تعیین نمایندگان ۳۴ کرسی از ۱۰۰ کرسی مجلس سنا برگزار شد. هر سناتورِ انتخابی به مدت شش سال یعنی تا ۳ ژانویه ۲۰۲۳ در کنگره ایالات متحده خدمت خواهد کرد. در این دوره سناتورهای طبقه سوم انتخاب شدند. انتخابات مرحله‌ی پیشین این طبقه در ۲۰۱۰ برگزار شد که در آن جمهوری‌خواهان توانستند با ۶ کرسی خالص جلو بیفتند. دموکرات‌ها از ۱۰ کرسی دفاع کردند در حالی که جمهوری‌خواهان از ۲۴ کرسی دفاع کردند. تا پیش از این انتخابات جمهوری‌خواهان توانسته بودند در انتخابات ۲۰۱۴ با اکثریت ۵۴ کرسی کنترل این مجلس را در اختیار داشته باشند. دموکرات‌ها دو کرسی خالص بردند و یک کرسی دیگر به برندهٔ انتخابات در لوییزیانا مشروط شد. با این وضع جمهوری‌خواهان کنترل ۱۱۵امین کنگره ایالات متحده را در دست خواهند داشت. تنها دو سناتور کرسی‌های خود را از دست دادند؛ کلی آیوت از نیو همپشایر و مارک کرک از ایلینوز کرسی‌های خود را به ترتیب به دو دموکرات به نام‌های مگی حسن و تمی داکورت باختند. هر چند در این دوره جمهوری‌خواهان باز هم کنترل سنا را در دست خواهند داشت اما سال ۲۰۱۶ نخستین سال پس از ۱۹۸۶ است که در آن دموکرات‌ها توانسته‌اند در انتخابات طبقه سوم، کرسی به دست آورند.
همراه این انتخابات، انتخابات‌های ریاست‌جمهوری، مجلس نمایندگان، فرمانداران و بسیاری انتخابات‌های ایالتی و محلی دیگر نیز برگزار شدند.